# Vladímir Potkin
Vladímir Aleksèievitx Potkin (en rus: Владимир Алексеевич Поткин; Yerevan, 28 de juny de 1982), és un jugador d'escacs rus, que té el títol de Gran Mestre des de 2001. Fou Campió d'Europa absout el 2011, i és un dels segons de Levon Aronian, un dels millors jugadors del món.
A la llista d'Elo de la FIDE del desembre de 2021, hi tenia un Elo de 2571 punts, cosa que en feia el jugador número 49 (en actiu) de Rússia, i el 333è millor jugador al rànquing mundial. El seu màxim Elo va ser de 2684 punts, a la llista de novembre de 2011 (posició 62 al rànquing mundial).

## Resultats destacats en competició
Fou 2n a Kíev el 2001, i 1r al torneig "Internet KO" de Dos Hermanas el 2003. El 2007 empatà als llocs 1r-9è al Memorial Aratovski, a Saràtov. El 2009, fou 2n al Memorial Capablanca a l'Havana.
L'abril de 2011 va vèncer a la 12a edició del Campionat d'Europa absolut, celebrat a Aix-les-Bains; vencé per desempat, després d'empatar al primer lloc, amb 8½/11 punts, amb Radosław Wojtaszek, Judit Polgar, i Oleksandr Moissèienko.
Entre l'agost i el setembre de 2011 participà en la Copa del món de 2011, a Khanti-Mansisk, un torneig del cicle classificatori pel Campionat del món de 2013, i hi va tenir una bona actuació. Avançà fins a la quarta ronda, quan fou eliminat per Aleksandr Grisxuk (1½-2½).
El setembre de 2013 empatà al segon lloc amb Jorge Cori, Jan Gustafsson i Burak Firat al XVI Obert d'escacs de Sants, Hostafrancs i la Bordeta, amb una puntuació de 8 sobre 10, en un torneig on hi havia 23 GMs i 28 MIs (el campió fou Baskaran Adhiban).